# Aeroportul Kashechewan
Aeroportul Kashechewan (IATA: ZKE, ICAO: CZKE) este un aeroport din Kashechewan First Nation⁠(d), Ontario, Canada.
Situat la o altitudine de 11 m, aeroportul dispune de o singură pistă. Este operat de Government of Ontario⁠(d).